# نوشر (دهشال)
نوشر (بالفارسية: نوشر) هي قرية تقع في إيران في قسم دهشال الريفي. يقدر عدد سكانها بـ 81 نسمة بحسب إحصاء 2016.